# Districte de Garo Hills
El districte de Garo Hills fou una antiga divisió administrativa d'Assam, a la cantonada sud-oest d'aquest territori al sud del districte de Goalpara amb territoris bengalís al sud i oest. La capital era Tura, en el grup de muntanyes Tura dins de les muntanyes Garo. La superfície era de 8148 km² i la població (repartida en 1.026 pobles):
- 1870: estimats entre 80.000 i 100.000
- 1881: 109.548
- 1891: 121.570
- 1901: 138.274

La màxima altura del districte era el pic Nokrek (1442 metres) a l'est de Tura. El riu Brahmaputra, anomenat Songdi pels garos, només tocava l'extrem del districte, però diversos afluents naixent a les muntanyes i corren cap als districtes veïns, sent els principals el Krishnai, Kalu o Maheshkhali, Bhogal o Bhugai, Nitai, i Someswari; aquest darrer era el més important, naixent al nord de Tura i desaiguant al riu Kangsa a Mymensingh.

## Història
La llegenda diu que els garos van venir de Tibet i es van establir a Koch Bihar d'eon foren expulsats cap a Jogighopa, on van romandre 400 anys fins que foren expulsats novament cap al sud pel rei del país aliat al rei de Koch Bihar. Llavors es van dirigir a Gawhati on foren esclavitzats pels assamesos però alliberats per un príncep khasi que els va establir a la rodalia de Boko, regió on hi havia molts tigres, el que els va obligar a traslladar-se a unes muntanyes, les actuals muntanyes Garo, que segons la tradició local, estaven ocupades pels kochs que en foren progressivament expulsats cap al nord pels garos. Es creu que els garos són una branca dels bodos o boros.
Alguns zamindars, probablement d'origen tribal, sobretot els establerts a Maimansingh, van dominar una part dels pobles garos durant el segle XVIII i el 1790 els britànics van intentar establir un zamindari amb les terres garos sota un cap garo, però els esforços van fracassar per l'oposició dels zamindars de Goalpara. El 1816 Scott fou enviat a la frontera per prendre mesures per alliberar els garos del control dels zamindars bengalís, però la situació era prou complicada i les lluites entre zamindars i garos van continuar. El 1848 es va enviar una expedició a les muntanyes Garo per castigar el grup dels dassani que havien matat el seu cap i la seva família per haver intentat cobrar el tribut fixat pel govern. El 1852 es van produir set expedicions dels garos en les que van morir 44 persones; llavors es va establir un bloqueig a la frontera que va tenir algun efecte però el 1856 les tribus tornaven a estar revoltades i feien noves expedicions a les planes. Entre maig de 1857 i octubre de 1859, els garos van fer nou incursions al districte de Goalpara i van capturar a 20 caps sotmesos. El 1861 es va enviar una expedició a les muntanyes i els seus efectes es van deixar notar en els següents anys fins al 1866 quan una expedició sagnant es va fer contra el districte de Maimansingh, i llavors es va decidir establir un oficial a les muntanyes, càrrec que va recaure en el tinent Williamson. Aquest va pacificar el país.
El districte dels Garo Hills es va formar de facto el 1866 i va tenir reconeixement jurídic el 1869; anteriorment les tribus eren independents. No obstant des de 1765 en endavant els britànics van aconseguir dominar alguns pobles garos als peus de les muntanyes que foren inclosos al districte de Goalpara al nord i al districte de Maimansingh al sud. La frontera va restar indefinida i no fou fixada fins a la inspecció feta entre 1870 i 1875. A l'est la frontera es va delimitar amb rius i altres límits naturals separant les muntanyes Garo de les muntanyes Khasi; al nord les zones poblades de Garo al districte de Goalpara foren incloses al districte i les taxes que percebien els zamindaris foren recaptades pel seu compte pel govern; al sud, cap a Maimansingh també les terres poblades de garos foren agregades al districte; el raja de Susang i altres zamindars del districte de Maimansingh reclamaven part de les terres dels garos dins els seus dominis tradicionals i els foren reconegudes, però ara reclamaven que quedessin integrades dins el districte de Maimansingh, reclamacions que no foren escoltades, i es van compensar amb un pagament en diners.
El districte format el 1866 no estava ni dominat ni explorat més que en una part; l'interior era desconegut i els garos que hi vivien eren considerats garos independents. El desembre de 1867 es va establir el quarter general a Tura i el 1871 un centenar de pobles ja estaven sotmesos.
En aquest any 1871 es va produir un incident: l'equip d'inspecció (que ja havia acabat d'inspeccionar les muntanyes Khasi) no trobava oposició a les terres dels garos, però com més a l'interior menys cooperació era oferta a l'equip; el març els ajudants bengalís enviats a buscar treballadors als pobles de Kangmagiri i Pharamgiri, foren atacats i un mort; tot seguit es van produir algunes incursions de garos independents contra els que vivien sota domini britànic. El subcomissionat va enviar policia als pobles conflictius però els garos es van refugiar a la jungla. A l'estació freda el 1872-1873 es va decidir enviar una expedició per reforçar l'autoritat britànica als 60 pobles que romanien independents: es van enviar tres grups de policia i tres companyies del regiment 43 d'infanteria lleugera d'Assam; després del primer enfrontament, amb pèrdues per part dels garos, els tres grups de policies es van reunir i els pobles independents es van sotmetre entregant els caps dels que havien mort en les seves expedicions i pagant la multa que se'ls va imposar; es va iniciar la inspecció de la zona independent, es van nomenar els lashkars o caps de cercle i cada poble va tenir un tribut assignat. El maig de 1873 el mapa de les muntanyes Garo estava acabat. Totes les muntanyes estaven poblades únicament pels garos excepte el poble de Thapa que era habitat pels rabha, però al peu de les muntanyes hi havia pobles rabhes, kochs, rajbansis, dalucs, mechs, i fins i tot alguns de població musulmana.
Administrativament el districte no tenia cap subdivisió. Estava administrat segons un codi de regulacions especial establert pel cap comissionat. El subcomissionat dirigia els plets civils; pels casos criminals, si comportaven sentència de mort, calia ratificació pel cap comissionat; pels casos civils i criminals menors decidien els caps de poble o lashkars que al mateix temps eren una mena de policies. Els casos civils i criminals eren molt poc nombrosos.
Al formar-se l'estat de Meghalaya el 1976 els tres districtes originals es van convertir en sis, i el districte de Garo Hill va quedar dividit en dos districtes: Districte d'East Garo Hills i Districte de West Garo Hills. D'aquest darrer es va segregar el 1992 el districte de South Garo Hills.